# El-Al-Flug 402
Am 27. Juli 1955 befand sich eine Lockheed Constellation der El Al auf dem El-Al-Flug 402 von Wien nach Tel Aviv, als sie in den gesperrten Luftraum Bulgariens geriet und von Jagdflugzeugen abgeschossen wurde. Alle 58 Insassen kamen ums Leben.

## Flugzeug
Das Flugzeug war eine zehn Jahre alte Lockheed L-149 Constellation mit dem Luftfahrzeugkennzeichen 4X-AKC.

## Besatzung
Die Besatzung bestand, neben drei Flugbegleitern, aus dem Flugkapitän Stanley Hinks, dem Ersten Offizier Pini Ben-Porat, dem Flugingenieur Sidney Chalmer und dem Funker Raphael Goldman.

## Verlauf
Das Flugzeug landete nach einem Flug von London mit einem Zwischenstopp in Paris in Wien. Von dort aus startete es um 2:53 Uhr mit Ziel Tel Aviv. Geplant war die Flugstrecke auf der Flugroute Amber 10 über Jugoslawien. Das Flugzeug verpasste das Kreisfunkfeuer Skopje und wechselte an falscher Position auf Kurs 142°. Dieser Kurs führte das Flugzeug über die jugoslawisch-bulgarische Grenze. Nachdem es in den bulgarischen Luftraum eingedrungen war, wurde es von zwei bulgarischen MiG-15-Jagdflugzeugen auf einer Höhe von 18.000 Fuß (5.490 m) angegriffen. Im Flugzeug trat eine explosive Dekompression ein; es begann einen Sinkflug, bis es auf 8.000 Fuß (2.440 m) erneut angegriffen wurde und dadurch Feuer fing. Etwa fünf Minuten später wurde es ein drittes Mal auf 2.000 Fuß (610 m) angegriffen und zerbrach, nachdem die rechte und vermutlich auch die linke Tragfläche sowie das Heck getroffen worden waren. Um etwa 5:38 Uhr schlugen die Flugzeugtrümmer nördlich von Petritsch auf den Boden auf. Alle 58 Insassen wurden dabei getötet.

## Ursache
Die Ursache des Eindringens in den bulgarischen Luftraum war eine fehlerhafte Anzeige des Radiokompasses (ADF) aufgrund von Gewittern.